# Cerkiew Smoleńskiej Ikony Matki Bożej w Petersburgu
Cerkiew Smoleńskiej Ikony Matki Bożej – prawosławna cerkiew parafialna w Petersburgu, na Cmentarzu Smoleńskim na Wyspie Wasylewskiej.
Cerkiew została wzniesiona w latach 1786–1791 według projektu A. Iwanowa, w stylu wczesnego rosyjskiego klasycyzmu. Łączny koszt budowy wyniósł 18 tys. rubli. Według legendy w budowie wzięła bezpośredni udział święta jurodiwa Ksenia z Petersburga, która nocą w tajemnicy dokładała kamienie do wznoszących się murów obiektu. Jeszcze przed ukończeniem prac budowlanych metropolita petersburski Gabriel wyświęcił w 1790 główny ołtarz. W XIX w. cerkiew była kilkakrotnie przebudowywana, zachowała jednak pierwotny styl. W 1809 według planów A. Zacharowa przebudowano kaplicę św. Jana Teologa w północno-zachodniej części świątyni. W 1833 dobudowano drugą kaplicę, św. Eliasza, nadbudowano również dzwonnicę o jedną kondygnację. W latach 1891–1892 do głównej bryły obiektu dostawiono kolejne dwie kaplice – św. Bazylego Wyznawcy oraz św. Jana Chrzciciela. W 1903, w czasie kapitalnego remontu cerkwi, architekt W. Kosiakow i malarz F. Rajlan odnowili kaplice św. Eliasza i św. Jana Teologa. Cerkiew pozostawała czynna po rewolucji październikowej; rada miejska Leningradu wydała decyzję o jej zamknięciu dopiero 17 sierpnia 1940. W 1946 obiekt zwrócono wiernym. Była to ówcześnie jedyna czynna cerkiew na Wyspie Wasilewskiej. W 1950 metropolita leningradzki Grzegorz dokonał ponownego poświęcenia kaplicy św. Jana Teologa, zmieniając zarazem jej wezwanie na Ikony Matki Bożej „Miłująca”; cerkiew otrzymała bowiem kopię tego właśnie wizerunku Maryi wykonanego przez mnicha rosyjskiego klasztoru św. Pantelejmona na górze Athos. W 1989 kaplica św. Eliasza zmieniła wezwanie na św. Ksenii z Petersburga; rekonsekracji obiektu dokonał metropolita leningradzki Aleksy II. We wnętrzu świątyni znajduje się ikonostas przeniesiony z rozebranej przed 1790 cerkwi św. Jana Teologa. Ikonostas wyrzeźbił Jakow Dunajew, autorem znajdujących się w nim ikon jest G. Kozłow, jedynie kopię Smoleńskiej Ikony Matki Bożej wykonał A. Akimow. W cerkwi znajdują się trzy ołtarze: Smoleńskiej Ikony Matki Bożej, Ikony Matki Bożej „Godne Jest” oraz św. Kseni z Petersburga. Na ścianach budynku zachowały się osiemnastowieczne freski przedstawiające wskrzeszenie Łazarza, wskrzeszenie córki Jaira oraz wskrzeszenie syna wdowy z Naim. Szczególną czcią otaczane są w cerkwi kopie Smoleńskiej i Iwerskiej Ikon Matki Bożej. Ponadto w świątyni przechowywane są kopia Kazańskiej Ikony Matki Bożej, Tołgskiej Ikony Matki Bożej, ikona św. Mikołaja oraz ikona św. Pantelejmona ze scenami z życia.